# تیپاکس
شرکت تیپاکس اکسپرس پارس اولین شرکت پست خصوصی ایران است 

## تاریخچه تیپاکس
نام این شرکت یک واژهٔ انگلیسی و یک نام تجارتی برای مؤسسه‌های پست خصوصی است . فعالیت‌های شرکت تیپاکس را محمدعلی فاخر در تهران با نام «آژانس پارت» در سال ۱۳۳۹ هجری شمسی و در دفتری مستقر در خیابان ناصر خسرو با تحت پوشش قراردادن شهرهای آبادان، خرمشهر، تبریز و جلفا آغاز کرد.
نشان‌وارهٔ تیپاکس، برداشتی از گاو بالدار باستانی در فرهنگ ایرانی است. گاو بالدار به شکل نقش برجسته در کاخ آپادانا در شوش (قصر زمستانی شاهان هخامنشی) وجود دارد. نشان‌وارهٔ تیپاکس با برداشتی از این نقش برجسته در سال ۱۳۳۹ طراحی شده است.
براساس گزارش رسمی که برای اولین بار شرکت تیپاکس در سال ۱۴۰۰ منتشر کرد، این شرکت تا پایان سال ۱۳۹۹، ۴۵۰۰ نفر پرسنل داشته است.
در سال‌های اخیر تیپاکس برای بهبود تجربه مشتریان، فعالیت خود را در فضای تجارت الکترونیک افزایش داده است، پلتفرم ای‌تیپاکس مخصوص کسب‌وکارها و فروشگاه‌های اینترنتی است و اپلیکیشن جامع مای‌تیپاکس برای ارائه تمامی خدمات تیپاکس در تلفن همراه کاربران منتشر شده است. مشتریان تیپاکس برای آشنایی بیشتر با این پلتفرم‌ها می‌توانند با مراجعه به سایت آکادمی تیپاکس، از آخرین اخبار و آموزش‌ها در این زمینه بهره‌مند شوند

## مقررات
تیپاکس ارسال بسته‌هایی که شامل کل مرسولاتی که در حمل و نقل جاده‌ای ممنوع یا غیرمجاز شناخته می‌شوند را قبول نمی‌کند. مانند:
- نظامی / نظارت
  - قرص‌های جنسی غیرمجاز
  - داروها: در صورت عدم بسته‌بندی مناسب
  - مواد آتش‌زای (محترقه)
  - ممنوعات ارسال پست گمرک صادرات
  - مرسولات با وزن بیش از ۱۰۰ کیلوگرم و با اندازه یک ضلع بیش از ۲۰۰ سانتی‌متر[۲]

## ظرفیت جمع‌آوری و فناوری دسته‌بندی تیپاکس
اولین مرکز جمع‌آوری و دسته‌بندی مکانیزه تیپاکس، در سال ۱۳۹۷ در تهران تحت عنوان هاب مرکزی آغاز به کار کرد که به دسته‌بندی بارهای دریافتی در مناطق مختلف می‌پردازد. تیپاکس، با همکاری تی هاب، یکی از شرکت‌های زیر مجموعه هولدینگ فاخر، به جداسازی بسته‌ها می‌پردازد. برای نمونه دیجی‌کالا برای ارسال کالاهایش از تیپاکس استفاده می‌کند.
تعداد کل ناوگان لجستیک ترابری ۲۶۸۷ درون و برون‌شهری بوده است. همچنین ۵۰ درصد تحویل‌های شرکت در تهران می‌باشد. طبق آمار ارائه شده از طرف خود شرکت ۹ میلیون مشتری داشته است.
بر اساس آمارهای رسمی ارایه شده در سایت تیپاکس https://tipaxco.com/comprehensive-reports آمار شکایات این شرکت در حال کاهش است و به زیر یک درصد میرسد